# روز ماري جارلاند تومسون
روزماري جارلاند تومسون هي أستاذة اللغة الإنجليزية في جامعة إيموري مع التركيز على دراسات الإعاقة والنظرية النسوية. يعد كتابها "الأجسام غير العادية" الذي نُشر عام 1997 نصًا مؤسسًا في مجموعة دراسات الإعاقة.
كانت جارلاند تومسون مديرًا مشاركًا لمعهد صيفي تابع لصندوق العلوم الإنسانية الوطني حول دراسات الإعاقة في عام 2000 والذي ساهم في تشكيل تطور العديد من الباحثين الذين يقودون هذا المجال الآن وكان عضوًا مؤسسًا ورئيسًا مشاركًا لمدة عامين للجنة جمعية اللغة الحديثة (أم أل إيه) المعنية بقضايا الإعاقة في المهنة والتي حولت أكبر منظمة مهنية أكاديمية إلى نموذج لإمكانية الوصول للمنظمات في جميع أنحاء العالم. وأسست مجال دراسات الإعاقة النسوية بمقالاتها الرائدة والتعريفية في مجلات الدراسات النسوية بما في ذلك: "دمج الإعاقة وتحويل النظرية النسوية" ومجلة الجمعية الوطنية لدراسات المرأة (2002) والتي أعيد طبعها في دراسات المرأة والكتب المدرسية النسوية وترجمت إلى العبرية والتشيكية والتركية و"دراسات الإعاقة النسوية: مقال مراجعة" في ساينز: مجلة المرأة في الثقافة والمجتمع (2005) والتي أسست لدراسات الإعاقة النسوية وحددت أجندة للمنح الدراسية المستقبلية.
تسافر جارلاند تومسون وتتحدث على نطاق واسع حول موضوع دراسات الإعاقة في الولايات المتحدة والخارج وألقت محاضرات رئيسية بدعوة وخطابات رئيسية في: جنوب أفريقيا وزيمبابوي والنرويج وسنغافورة والسويد وبودابست وكندا وألمانيا وأيسلندا وأستراليا وهولندا وفرنسا وإنجلترا. وقد أدى عملها الفكري العام الواسع النطاق إلى تقدم دراسات الإعاقة خارج الجامعة بما في ذلك ما يلي: ترجمت الصور والأفكار من كتابها ستيرنغ هاو وي لوك (2009) إلى معرض فني في كلية ديفيدسون في عام 2009 ونشرت في كرونيكل التعليم العالي اختيرت كواحدة من "50 من أصحاب الرؤى الذين يغيرون عالمك" في مجلة أوتني ريدر لعام 2010. وقد قدمت استشارات وتعاونت على نطاق واسع بشأن برامج ومبادرات الإدماج مع مؤسسة سميثسونيان والهيئات الوطنية للعلوم الإنسانية والفنون وخدمة المتنزهات الوطنية بشأن النصب التذكاري لفرانكلين ديلانو روزفلت. كما ظهرت مقالاتها المتعلقة بالمنح الدراسية العامة في منشورات معروفة مثل صحيفة نيويورك تايمز وهافينغتون بوست والجزيرة. كما تجرى مقابلات معها بصفة متكررة على الراديو لقصص الصحف وللمشاريع الوثائقية. ففي عام 2010 حصلت على جائزة الباحث الأول من جمعية دراسات الإعاقة لمساهماتها في بناء مجال دراسات الإعاقة.

## المنشورات
ومن أهم منشوراتها:
- جارلاند-ثومسون روزماري (1996). فريكري: عروض ثقافية للجسد الاستثنائي. مطبعة جامعة نيويورك.
- جارلاند-ثومسون روزماري (1996). أجساد غير عادية: تصور الإعاقة الجسدية في الثقافة والأدب الأمريكي. مطبعة جامعة كولومبيا.
- جارلاند-تومسون روزماري (2009). التحديق: كيف نبدو. مطبعة جامعة أكسفورد.
- كاتابانو بيتر. و جارلاند-تومسون روزماري (2019). عنّا: مقالات من سلسلة الإعاقة في صحيفة نيويورك تايمز. ليفر رايت.

## روابط خارجية
- الموقع الرسمي
- نبذة عن هيئة التدريس في إيموري